# 施塔夫施泰特
施塔夫施泰特是德国石勒苏益格－荷尔斯泰因州的一个市镇。总面积11.83平方公里，总人口332人，其中男性174人，女性158人（2011年12月31日），人口密度28人/平方公里。